# Funeral (groupe)
Pour l’album d’Arcade Fire, voir Funeral.
 (septembre 2019).
Funeral est un groupe de doom metal norvégien formé en 1991 par Thomas Angell et Anders Eek. Il est ensuite rejoint par Christian Loos. Le groupe a vécu beaucoup de changements de line-up. Eek est le seul membre fondateur à être présent sur tous les albums. Funeral est reconnu comme un des pionniers du funeral doom, et tire son nom du genre. Le style musical du groupe évolue ensuite au fil des albums pour s'orienter vers le metal gothique en gardant l'aspect doom metal pour lequel est connu le groupe.

## Biographie
Funeral est formé en 1991 par le batteur Anders Eek et le guitariste Thomas Angell et rejoint par le second guitariste Christian Loos. Le groupe enregistre sa première démo Tristesse en 1993 et le sort en mini CD l'année suivante chez un label américain, en devenant, selon le site officiel, "le groupe le plus dépressif du monde". Le groupe décide de prendre une tournure plus symphonique avec sa deuxième démo Beyond All Sunsets, sorti en 1994. Avant d'enregistrer son premier album, les membres recrutent la chanteuse Toril Snyen, devenant un des premiers groupes de doom metal à recruter une chanteuse féminine. Tragedies sort en 1995 chez Arctic Serenades, et est réédité la même année par Firebox Records. Toril quitte le groupe après la sortie de cet album.
En 1996, le groupe part en Angleterre pour enregistrer dix chansons pour un nouvel album aux Academy Studios. Ces chansons étaient à l'origine instrumentales. Le groupe recrute ensuite la chanteuse Sarah Eick et termine l'enregistrement de cinq des dix chansons. Cela conduit à la sortie de leur troisième démo To Mourn Is a Virtue en 1997. Cette démo est aujourd'hui très difficile à trouver, car elle a été pressée à très peu d'exemplaires à des maisons de disques, des stations de radio et des fanzines à travers le monde.
Sarah quitte le groupe et est remplacé par Hanne Hukkelberg, qui s'avère être une chanteuse parfaite pour le groupe. Après la sortie de sa quatrième démo The Passion Play en 1999, Funeral sort son deuxième album In Fields of Pestilent Grief en 2002 chez le label italien Noctural Music.
La tragédie frappa en janvier 2003 lorsque le bassiste et écrivain de Funeral Einar Frederiksen se suicide. Le groupe était en pause pour l'année.
En 2004, quatre chansons enregistrées à l'origine aux Academy Studios en 1997 furent réécrites, ce qui marqua l'arrivée de Frode Forsmo en tant que bassiste et chanteur. Cela était prévu pour une démo qui n'est finalement pas sortie car un nouvel album était en cours. L'album fut enregistré en 2005.
En avril 2006, Tragedies et Tristesse furent réédités et remasterisés par le label finlandais Foredoom Records en tant que double album, incluant des pistes bonus et des morceaux inédits. En automne de la même année, Funeral signe un contrat avec Tabu Recordings.
Le 28 octobre 2006, le guitariste Christian Loos décède à l'âge de 31 ans. Il est remplacé par Mats Lerberg. Le 4 décembre 2006 sort le troisième et premier album du groupe en quatre ans intitulé From These Wounds. Kjetil Ottersen quitte le groupe début 2007 pour être remplacé par Erlend Nybø. Ce line-up sort son quatrième album intitulé As the Light Does the Shadow le 22 septembre 2008.
Le 13 mars 2009, Funeral annonce sur MySpace la pré-production de 14 nouveaux morceaux pour un total de 100 minutes de musique. Le 28 juillet de la même année, le groupe poste un medley de plusieurs chansons du nouvel album. Considérant que 17 chansons étaient en cours, le groupe annonce qu'un double album était possible. Roger Bjørge aidera à l'orchestration.
Le 26 avril 2010, Funeral annonça sur son site officiel le départ du chanteur-bassiste Frode Forsmo.
Leur cinquième album To Mourn Is a Virtue sort le 24 mai 2011. Les quatre premières chansons sont chantées par Frode, alors que les quatre suivantes sont chantées par le nouveau venu Oysten Rustad. La dernière piste de l'album est une remasterisation d'une piste avec Sarah Eick, enregistré à l'origine en 1997 aux Academy Studios.
Funeral sort son sixième album Oratorium le 23 novembre 2012.

## Discographie

### Albums
- 1995 : Tragedies (Arctic Serenades)
- 2002 : In Fields of Pestilent Grief (Noctural Music)
- 2006 : From These Wounds (Tabu Recordings, Candlelight Records)
- 2008 : As the Lights Does the Shadow
- 2011 : To Mourn Is a Virtue
- 2012 : Oratorium (Grau Records)